# Huronian Supergroup
De Huronian Supergroup is een verzameling gesteentelagen in de ondergrond van het noorden van Ontario (Canada) ten noorden van het Huronmeer. De Huronian Supergroup is onderdeel van het Superiorkraton en is met een ouderdom tussen de 2,5 en 2,1 miljard jaar onderdeel van het Paleoproterozoïcum. Het is een belangrijk wingebied van uranium, koper en zilver.
Het gesteente van de Huronian Supergroup ligt discordant over oudere gesteentes uit het Archeïcum. Op het grensvlak is mogelijk sprake van paleosols. In het zuiden wordt de Huronian Supergroup bedekt door Paleozoïsch gesteente; in het oosten door het front van de Grenville-orogenese. De Huronian Supergroup werd geïntrudeerd door de 2,1 miljard jaar oude Nissiping Diabase en heeft meerdere fasen van deformatie ondergaan, zodat het gesteente complexe patronen van plooiien, breuken en splijting vertoont.
De Huronian Supergroup bevat bewijs voor de omschakeling naar een zuurstofhoudende atmosfeer rond 2,4 miljard jaar geleden.
De Huronian Supergroup wordt ingedeeld in vier groepen, van jong naar oud:
- Cobalt Group
- Quirke Lake Group
- Hough Lake Group
- Elliot Lake Group

Deze gesteenten bestaan uit een deels cyclische opeenvolging van diamicten, kleisteen (moddersteen) en arenitische zandsteen met cross-beddingstructuren. De Elliot Lake Group en Hough Lake Group vertegenwoordigen elk een cyclus, en een derde cyclus is mogelijk aanwezig in het onderste deel van de Cobalt Group. De diamicten zijn glaciaal van oorsprong. Het zijn sporen van de Huronische ijstijd. De kleisteen en areniet zijn typische afzettingen voor een ondiepe zee van het continentaal plat. Ze vormen bewijs dat het continent Laurentia aan het begin van het Proterozoïcum tot de grootte van tegenwoordige continenten was aangegroeid. De kleien werden in dieper, rustiger water afgezet terwijl de zandsteenlagen hun oorsprong in delta's en riviersystemen hebben. Mogelijk was sprake van postglaciale opheffing aan het einde van glaciale cycli.
Het is mogelijk dat de Huronian Supergroup werd afgezet in een oost-west liggend aulacogen. Dit opende dan in de richting van een oceaan in het oosten, die later door de Grenville-orogenese werd gesloten.